# Kamiennik (województwo opolskie)
Kamiennik (niem. Kamnig) – wieś w Polsce położona w województwie opolskim, w powiecie nyskim, w gminie Kamiennik.
W latach 1954–1972 wieś należała i była siedzibą władz gromady Kamiennik. W latach 1975–1998 miejscowość administracyjnie należała do ówczesnego województwa opolskiego. Do roku 1975 Kamiennik przynależał do powiatu grodkowskiego.
Miejscowość jest siedzibą gminy Kamiennik.

## Położenie
Kamiennik leży w dolinie rzeki Krynki, na skraju Wzgórz Niemczańsko-Strzelińskich. W kierunku północnym leży Równina Grodkowska, na południe Obniżenie Otmuchowskie, za którym leżą już Sudety. Dzięki takiej lokalizacji miejscowość i okolice są atrakcyjne pod względem turystyki pieszej i rowerowej.

## Nazwa
Pierwsze wzmianki o wsi były zapisane w źródłach jako Camik (Kamik) (1291 rok) i Kemenik (1369 rok). Nazwa wsi pochodzi od słowa kamyk i tak brzmiała od początku. W okresie hitlerowskiego reżimu w latach 1936-1945 miejscowość nosiła nazwę Steinhaus.

## Historia
Kamiennik to stara wieś rycerska, gdzie zachowano układ owalnicy. Założona została w XIII wieku.
Kamiennik do czasu sekularyzacji dóbr kościelnych w XVIII w. był własnością biskupa wrocławskiego. W roku 1869 na terenie parafii zamieszkiwało 1068 katolików i 15 ewangelików. Ludność zajmowała się od wieków rolnictwem. Przede wszystkim prowadzono hodowlę bydła i owiec ze względu na podgórską okolicę. Uprawiano we wsi także podstawowe rzemiosła, tkano wełnę i len.
Od XIX wieku wieś posiadała pieczęć gminną, na której wizerunku przedstawiono pole dzielone w słup, w prawej połowie pola stojący snop zboża, w lewej – serce, z którego wyrastają trzy kwiaty.
W XIX wieku uruchomiono we wsi dużą wytwórnię witriolu. Dzięki lokalnym zasobom surowców produkowała ona ponad 3500 cetnarów siarczanu żelaza rocznie.
Kryzysowy okres międzywojenny jak i okres PRL-u charakteryzował się ugruntowaniem rolniczo-hodowlanych funkcji miejscowości. W latach 1950–89 działała tu rolnicza spółdzielnia produkcyjna.

## Zabytki
Do wojewódzkiego rejestru zabytków wpisany jest:
- kościół par. pw. św. Andrzeja, barokowy z 1794 r., 1900 r.

inne zabytki:
- zagrody z połowy XIX w., stare murowane z domami mieszkalnymi
- kamienice typu miejskiego o cechach prowincjonalnego baroku i klasycyzmu.
- pałac w Kamienniku

## Gospodarka
W miejscowości znajduje się szkoła, ośrodek zdrowia, apteka, trzy biblioteki, poczta. Gmina Kamiennik liczy 88,8 km², z czego 14,67 km² stanowią lasy, reszta to głównie pola uprawne.
W gminie działa gminny ośrodek kultury, ochotnicza straż pożarna i orkiestra dęta.

## Szlaki turystyczne
Nowina – Bożnowice - Biskupi Las - Wilemowice leśniczówka – Kamiennik

## Galeria

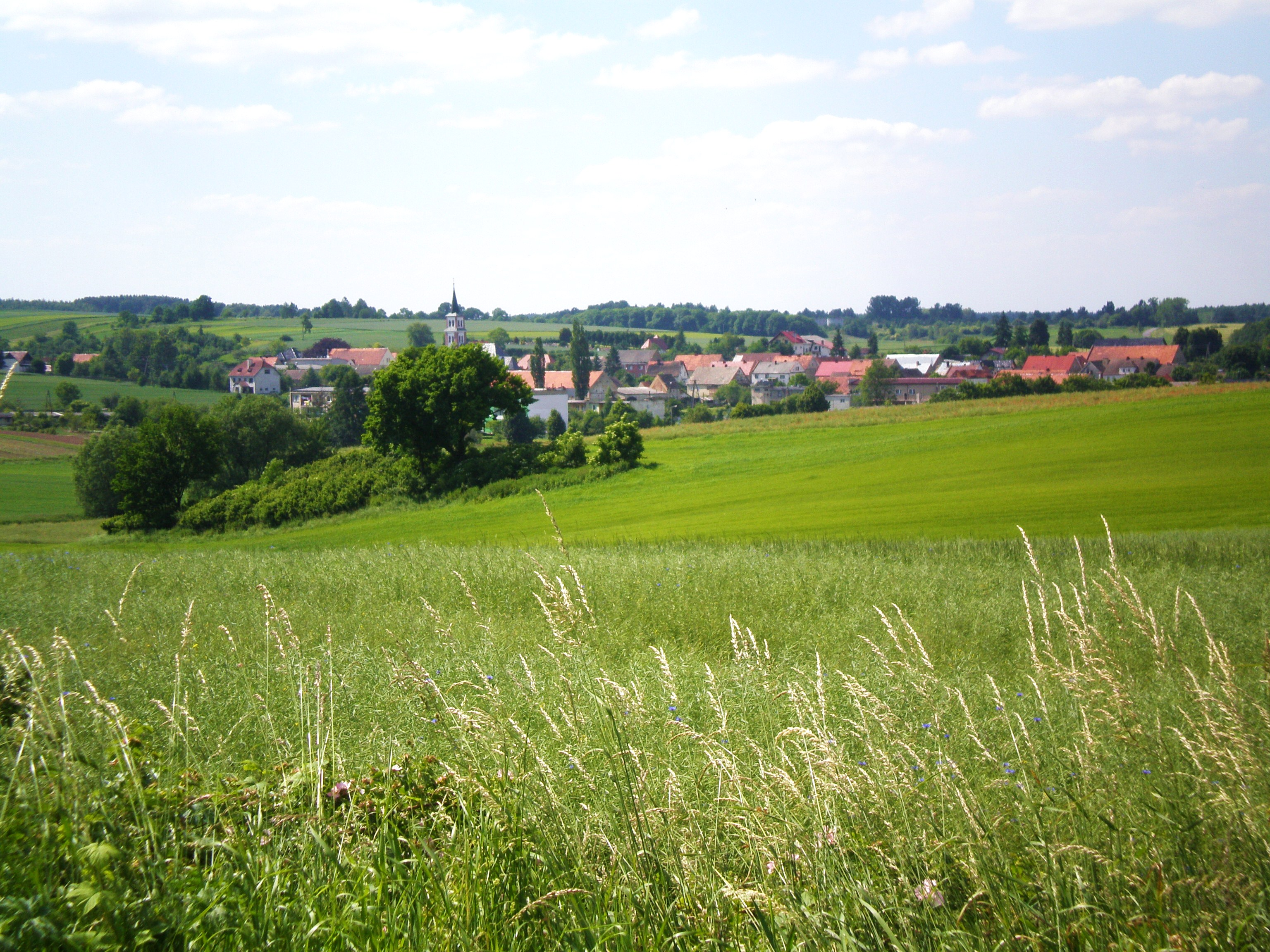
Panorama Kamiennika
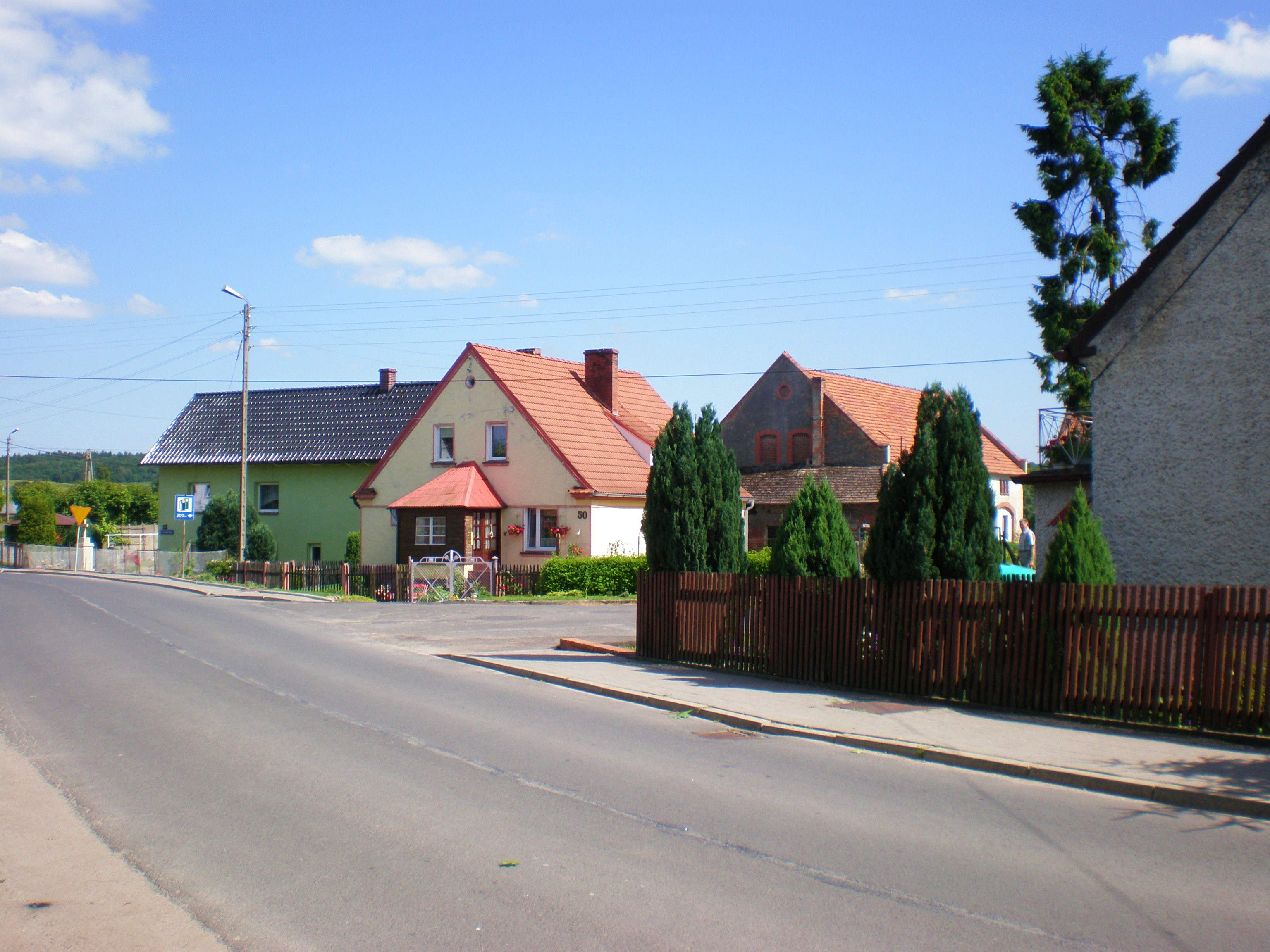
Kamiennik - ul. 1 Maja
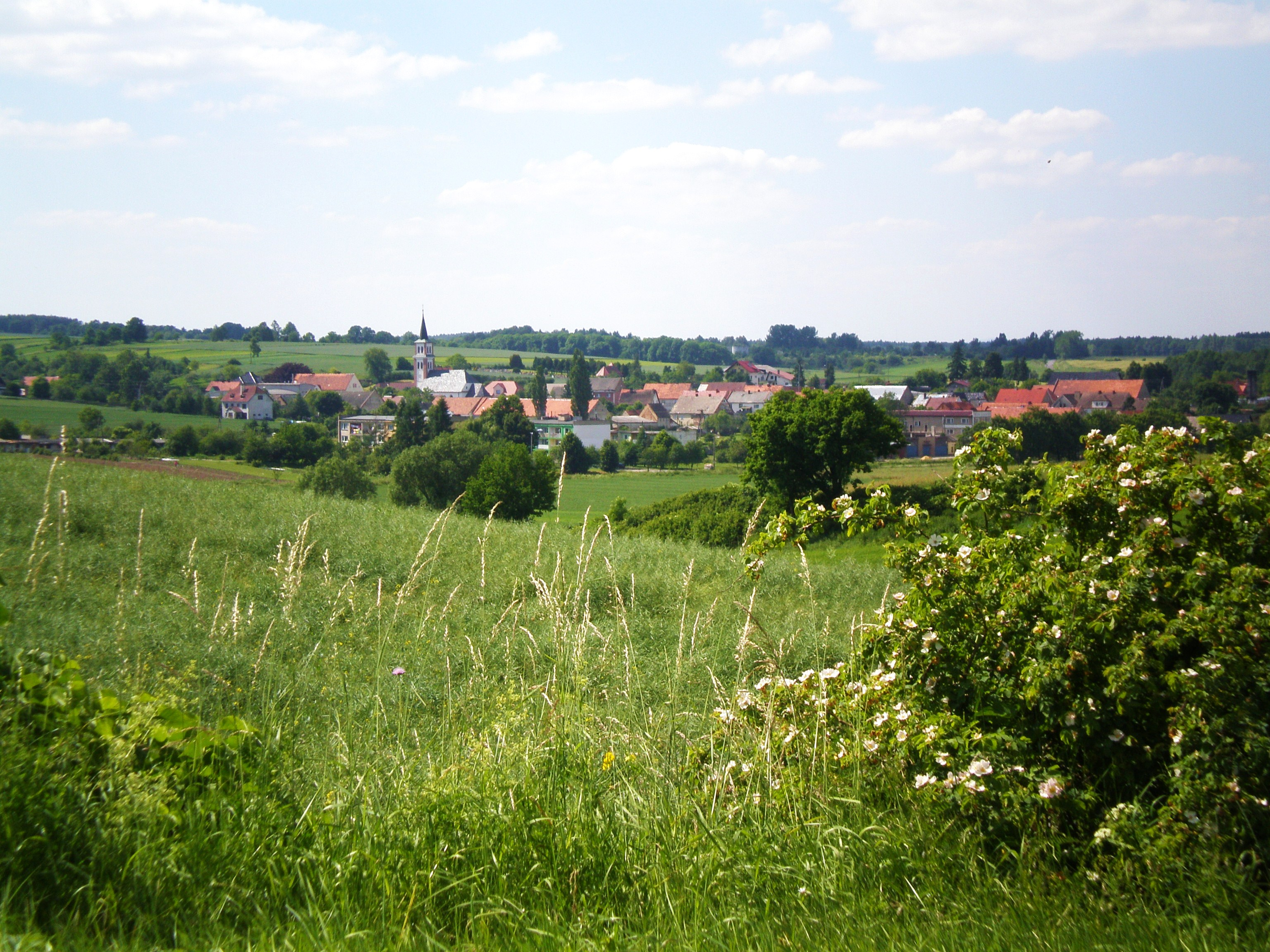
Panorama Kamiennika - widok od wschodu
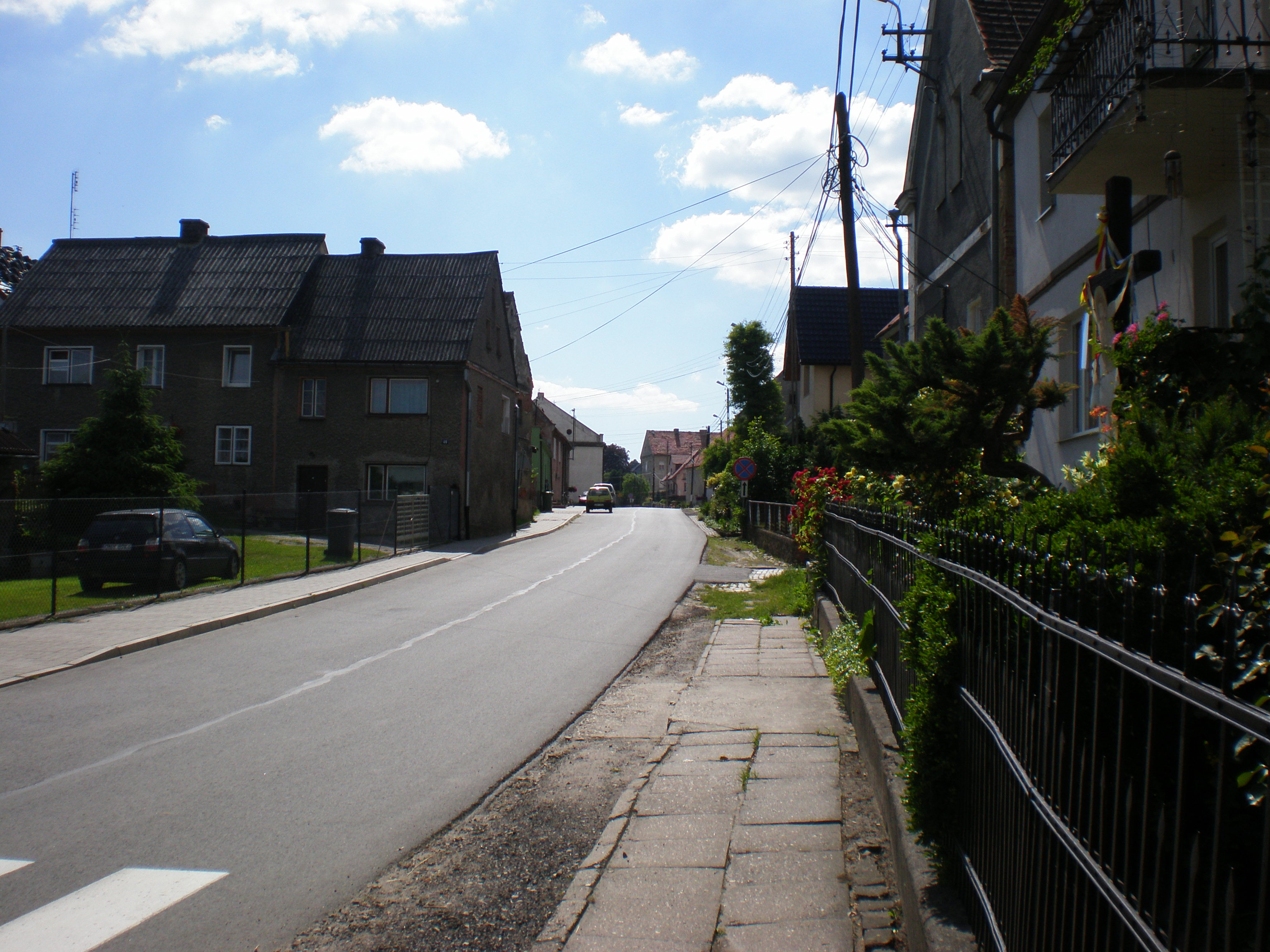
Kamiennik - ul. 1 Maja w kierunku Lipnik